# Велика депортаційна акція у Варшавському гетто
Велика депортаційна акція у Варшавському гетто («Велика акція») — нацистська кодова назва депортації та масового вбивства євреїв із Варшавського гетто влітку 1942 року, починаючи з 22 липня. Під час Grossaktion євреїв тероризували щоденними облавами, марширували через гетто та збирали на привокзальній площі Умшлагплац для того, що на нацистському евфемістичному жаргоні називалося «переселенням на Схід». Звідти їх відправили в переповнені потяги Голокосту до табору смерті в Треблінці.
Найбільшу кількість варшавських євреїв було перевезено на смерть у Треблінку в період між єврейськими святами Тиша Бе-Ав (23 липня) та Йом Кіпур (21 вересня) у 1942 році. Центр вбивства був завершений за 80 кілометрів (50 миля) з Варшави лише тижнями раніше, спеціально для Final Solution . Треблінка була обладнана газовими камерами, замаскованими під душові для «обробки» цілих транспортів людей. Керована бригадним фюрером Оділо Глобочником, кампанія під кодовою назвою «Операція Рейнхард » стала критичною частиною Голокосту в окупованій Польщі.

## Історія
Варшавське гетто було найбільшим гетто Другої світової війни в усій окупованій нацистами Європі, де понад 400 000 євреїв перебували на площі 3 400 км2, або 7,2 особи на кімнату. Нацистська поліція проводила більшість масових депортацій в’язнів гетто до Треблінки за допомогою маятникових поїздів, кожен з яких перевозив до 7000 жертв. Щодня потяги, що складалися з переповнених плацкартних вагонів, двічі відправлялися з залізничного пункту збору (нім. Umschlagplatz); перший рано вранці, а другий в середині дня. Більшість жертв табір смерті прийняв з 23 липня по 21 вересня 1942 року. Grossaktion (широкомасштабна операція) була проведена в столиці під керівництвом SS-und Polizeiführer Фердинанда фон Заммерн-Франкенегга, командуючого Варшавським районом з 1941 року. 
Переломним моментом у житті гетто стало 18 квітня 1942 року, яке ознаменувалося новою хвилею масових розстрілів есесівцями.
До цього дня, яким би важким не було життя, мешканці гетто відчували, що їхнє повсякденне життя, самі основи їхнього існування базуються на чомусь стабільному та міцному... 18 квітня сама основа життя гетто почала рухатися з-під ніг людей... Тепер уже всі розуміли, що гетто буде ліквідовано, але ніхто ще не усвідомлював, що всьому його населенню судилося загинути. — Марек Едельман

## Депортації
19 липня 1942 року головнокомандуючий СС Генріх Гіммлер наказав Фрідріху-Вільгельму Крюгеру, головному генерал-губернаторству СС, здійснити «переселення всього єврейського населення Генерал-губернаторства до 31 грудня 1942 року». Через три дні, 22 липня 1942 року, німецьке СС на чолі з «уповноваженим з переселення» штурмбанфюрером Германом Гефле скликало засідання Єврейської ради гетто Юденрат і повідомило її керівника Адама Чернякова про «переселення на схід». Чернякова, який покінчив життя самогубством, дізнавшись про план, замінив Марк Ліхтенбаум. Населення гетто не було поінформоване про реальний стан справ. Лише наприкінці 1942 року вони зрозуміли, що депортація під наглядом поліції єврейського гетто мала місце в таборі смерті Треблінка, а не з метою переселення.

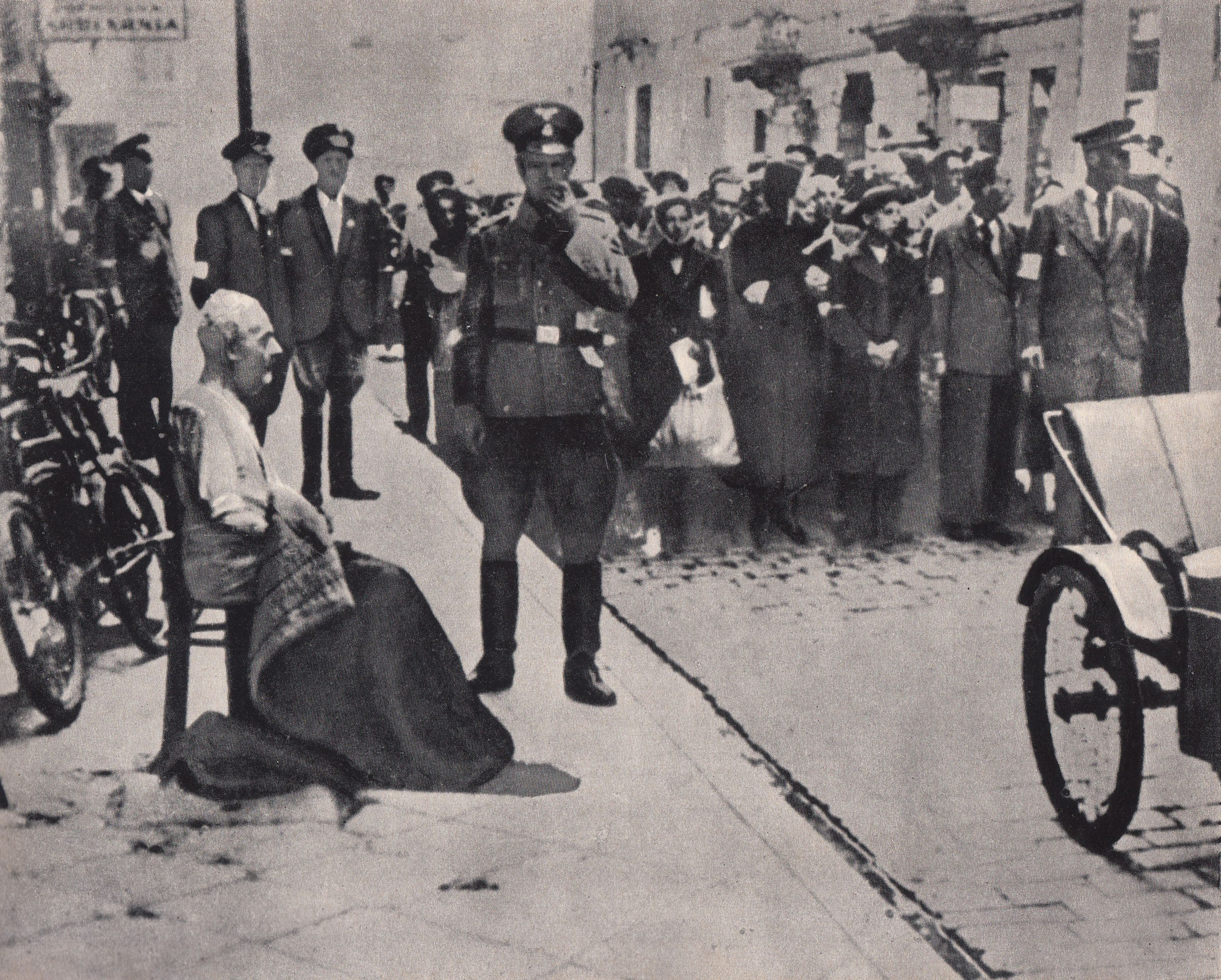
Депортація у Варшаві 1942

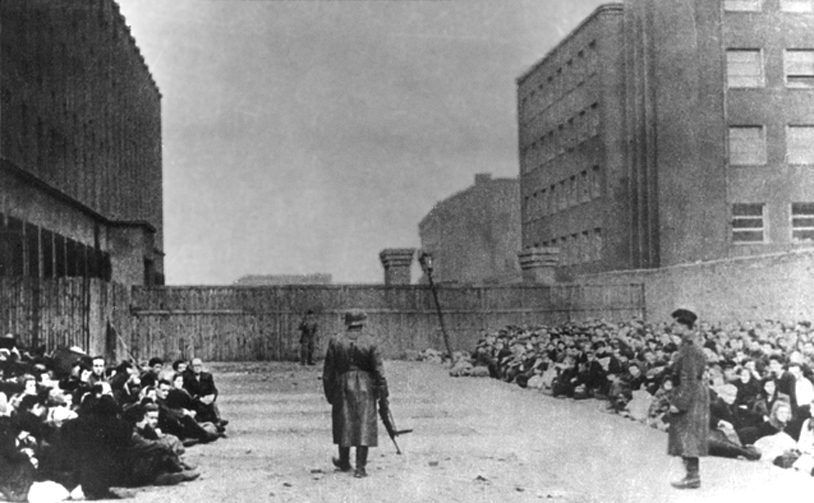
Умшлагплац люди на пероні чекають на депортацію до табору смерті Треблінка

Протягом двох місяців літа 1942 року приблизно 254 000 – 265 000  в’язнів гетто, чоловіків, жінок і дітей, було відправлено до Треблінки та знищено там (або принаймні 300 000 за різними даними, можливо, з урахуванням падіння гетто). багато хто частина операції). Величезну кількість загиблих серед єврейських мешканців гетто під час Гроссакціону було б важко порівняти навіть із ліквідацією гетто навесні наступного року під час і після повстання в гетто, під час якого було вбито близько 50 000 людей. Grossaction призвів до смерті в п'ять разів більше жертв. Фактичне зруйнування ґетто не призвело до знищення єврейського населення Варшави в такій мірі, як Гроссакція влітку 1942 року.
Протягом восьми тижнів залізничні відправлення євреїв до Треблінки йшли безперервно: по 100 осіб у вантажівку для худоби, по 5-6 тисяч щодня, включаючи пацієнтів лікарні та дітей притулків. З ними в серпні 1942 р. поїхав відомий педагог д-р Януш Корчак. Польські друзі та шанувальники дали йому можливість втекти від депортації, але він вирішив розділити долю свого народу. Після прибуття в Треблінку з жертв зняли одяг і направили в одну з десяти камер, замаскованих під душові. Там їх задушили газом до смерті партіями по 200 за допомогою чадного газу (дещо пізніше в Освенцимі було введено Циклон B). У вересні 1942 року в Треблінці були побудовані нові газові камери, які могли вбити до 3000 людей лише за 2 години. Цивільним наближатися до цього району було заборонено.
Трагічний кінець гетто не міг змінитися, але шлях до нього міг бути іншим за сильнішого лідера. Немає жодних сумнівів, що якби повстання у Варшавському гетто відбулося в серпні-вересні 1942 року, коли там ще було 300 000 євреїв, німці заплатили б набагато вищу ціну. — Девід Дж. Ландау
Багато євреїв, які залишилися у Варшавському гетто, вирішили боротися, і багатьом допомогло польське підпілля. Єврейська бойова організація (ŻOB, івр. הארגון היהודי הלוחם   ) була сформована в жовтні 1942 року і мала завдання протистояти будь-яким майбутнім депортаціям. Її очолив 24-річний Мордехай Анелевич. Тим часом Польська Армія Крайова, Армія Крайова (АК), почала контрабандою переправляти зброю, боєприпаси та припаси до ґетто для повстання. 17 квітня 1943 року Генріх Гіммлер звільнив Фон Заммерн-Франкенеґґа з посади й замінив його СС- і поліцейфюрером Юргеном Штропом. Штроп перейшов на посаду від фон Заммерна-Франкенегга через його невдалий наступ на підпілля гетто. 
24 квітня 1943 року Гіммлер віддав під військовий суд Фердинанда фон Заммерна-Франкенеґґа, який керував Гроссакцією, за його бездарність і відправлений до Хорватії, де він загинув у партизанській засідці. Юрген Штроп був нагороджений Залізним хрестом першого класу верховним головнокомандувачем Вермахту, генерал-фельдмаршалом Вільгельмом Кейтелем, за його «експедицію вбивць» (Альфред Йодль). Після війни Штропа судили за військові злочини американці, визнали винним і засудили до страти. Його страта не була виконана; натомість його передали польській владі для повторного суду. Він був знову засуджений і засуджений до смертної кари в Польщі та страчений на місці Варшавського гетто 8 вересня 1951 року.

## Хронологія подій
| Хронологія Grossaction Warsaw[джерело?] | Хронологія Grossaction Warsaw[джерело?] |
| --------------------------------------- | --- |
| 22 липня 1942 року                      | Німці з охоронцями-українцями та латишами в уніформах СС оточують стіни гетто |
| 23 липня 1942 року                      | Адам Черняков покінчив життя самогубством після того, як йому наказали підготуватися до транспортування 6000 євреїв на день |
| 23 липня 1942 року                      | У таборі смерті Треблінка починається масове вбивство євреїв газом |
| 6 серпня 1942 року                      | П’ятнадцять тисяч євреїв з гетто були депортовані до Треблінки за один день внаслідок німецької роздачі продовольства. Люди стоять у чергах по кілька днів, щоб їх «депортували» за хлібом. Транспорти двічі на день не можуть вмістити їх усіх. |
| 13–27 серпня 1942 р                     | За 15 днів 53 750 варшавських євреїв було депортовано до Треблінки |
| 6–7 вересня 1942 р                      | На вулицях гетто нацисти вбили понад 1000 євреїв |
| 6–21 вересня 1942 р                     | За останні два тижні Акції 48 000 варшавських євреїв було депортовано на смерть |
| 21 вересня 1942 року                    | Останній транспорт відправлений до Треблінки з польської столиці з 2196 жертвами. До нього входять єврейські поліцейські, які займаються депортаціями, та їхні родини.                                                                           |
| 30 вересня 1942 року                    | Євреї, які опинилися в гетто, починають будувати укріплені бункери, щоб захиститися |